# Евгений Петрович Семёнов
Евгений Петрович Семёнов (фр. Eugène Séménoff, настоящее имя Соломо́н Моисе́евич Ко́ган; 9 июля 1861, колония Гросс-Либенталь, Одесский уезд, Херсонская губерния — 1944, Париж) — российский журналист и политический деятель. Народоволец.

## Биография
Шлиома (Зельман, Соломон) Моисеевич Коган родился в 1861 году под Одессой в еврейской семье. Учился во 2-й одесской гимназии, окончил 1-й курс юридического факультета Новороссийского университета в Одессе. Не окончил курс, так как в 1882 году был арестован по обвинению в причастности к деятельности Народной воли.
В 1882 году был выпущен на поруки, скрылся и эмигрировал за границу, где прожил до 1907 года. Сотрудничал в некоторых заграничных изданиях. В 1888—1889 годах редактировал вместе с Турским в Женеве журнал «Свобода», под псевдонимом С. Княжнин; также под псевдонимами Семеновский и Симановский, остановившись на Е. П. Семёнове.
Издавал, вместе с Эспером Александровичем Серебряковым, журнал «Накануне» [Лондон, 1899 — февраль 1902; № 1—37]. Жена (с 1885 года) — Дора Соломоновна Тетельман (1860, Одесса — ?), эмигрантка. Сестра Рины Соломоновны Тетельман (в замужестве, Серебряковой, 1862, Одесса, — 1942) жены Эспера Александровича Серебрякова, и, вторым браком, П. Н. Филонова. В ранней молодости вступила в организацию «Народная воля» и свыше двадцати лет провела в эмиграции, участвуя в издательской деятельности мужа.
Под псевдонимом Nesvoy вел русский отдел в парижском еженедельном журнале «Européen», основанном финнами «для борьбы с режимом Плеве и Бобрикова». Состоял парижским корреспондентом «Нашей Жизни», «Товарища» с самого основания газеты до ее закрытия. Писал в разных журналах Франции, Бельгии и Америки. Состоял постоянным сотрудником французских газет и журналов: «Mercure de France», где вёл русский отдел; «Censeur», где печатал «Портреты русских деятелей»; «Messidor». В Париже издал следующие сочинения на французском языке.: о Пушкине (1899), популярная «Русская грамматика для средних учебных заведений» (1892), «Этюд о Горьком» ("L’Annociateur de la tempête); несколько переводов: Le Marriage Mixte, «На дне» Горького; «Мещане» Горького (в сотрудничестве с Е. Смирновым).
Опубликовал во Франции книгу о еврейских погромах в России (фр. Une page de la contre-révolution russe (les pogromes); 1905), вышедшую с предисловием Анатоля Франса, и французский перевод «Песни о буревестнике» Максима Горького с приложением очерка жизни и творчества писателя (фр. L'annonciateur de la tempête; 1905, второе издание 1921). Работал в пацифистских организациях, занимал пост генерального секретаря в Лиге разоружения. Совместно с князем П. Д. Долгоруковым и М. М. Ковалевским организовывал первые антивоенные движения в России. Читал лекции о русской и французской литературе.
В 1912 году вернулся в Россию.
Опубликовал в России мемуарную книгу «В стране изгнания (Из записной книжки корреспондента)» (СПб., 1912). Печатался в «Общем деле», «Нашей жизни», редактор «Свободы», редактор-издатель газеты «Накануне», печатался в «Речи», «Русском слове», «Дне», «Europeen» и других изданиях.
В послереволюционные годы был вовлечён в историю с «документами Сиссона», компрометирующими руководство партии большевиков как состоявшее на содержании у немецкого правительства (позднейшими исследователями эти документы считаются фальшивкой): при посредничестве Семёнова эти документы были приобретены американским посланником Сиссоном у журналиста Фердинанда Оссендовского, который, вероятно, их и изготовил.
В 1920 году эмигрировал вновь во Францию.
Выступал в Париже с антисоветскими лекциями, напечатал публицистические брошюры «За и против. Отношения Франции с русскими Советами» (фр. Pour et Contre. Les Relations de la France avec les Soviets Russes; 1923) и «Сигнал опасности: франко-русские сбережения и русские банки после большевистского переворота» (фр. Un cri d'alarme: épargne franco-russe et banques russes depuis le coup d'état bolcheviste; 1926).
В 1933 году опубликовал книгу «Страдальческая жизнь Ивана Тургенева» (фр. La vie douloureuse d'Ivan Tourguéneff), в состав которой включены некоторые ранее не издававшиеся письма писателя.

## Сочинения
- Семенов Е. Начало Корниловского движения // Русская неделя: журнал политики, литературы и искусства. 1925. 28 июня. № 1.